# Profesional certificado en seguridad ofensiva
Certificado profesional en seguridad ofensiva (OSCP) es una certificación de ethical hacking  ofrecida por Offensive Security que enseña metodologías de exámenes de penetración y utiliza herramientas que incluyen el examen de penetración BackTrack (ahora realizado con éxito con la distribución Kali Linux)
La certificación OSCP consiste en un examen práctico que requiere atacar y penetrar de manera satisfactoria varias máquinas en un ambiente seguro controlado. Actualmente, es una de las pocas certificaciones que requiere evidencia de las habilidades en la parte práctica que consiste en una prueba de penetración.[cita requerida] 
Además, su alto nivel de exigencia y dificultad técnica permite destacar la gran capacitación técnica de las pocas personas que logran obtenerla.

## Curso OSCP
El curso que lleva a la certificación OSCP fue originalmente llamado"Offensive security 101", pero fue cambiado a "Pentesting With BackTrack" en diciembre de 2008, esto fue posteriormente cambiado a "Penetration Testing With Kali Linux" . 
"Pentesting With Kali Linux" cubre varios vectores de ataques comunes usados durante pruebas de penetración y auditorías, basado en el popular examen de penetración utilizando distribución Linux - Kali Linux. Este curso se ofrece en dos formatos, clases presenciales o en línea. El curso en línea es un paquete que consiste en videos, un pdf, prácticas de laboratorio y acceso al mismo; las clases presenciales consisten en el mismo material y acceso al laboratorio. 

## Laboratorios
Los laboratorios son accesibles a través de una conexión de Internet de alta velocidad y contienen una variedad de sistemas operativos y dispositivos de red donde los alumnos llevan a cabo sus prácticas.
Cuentan con más de 50 equipos en los que poder practicar ataques contra páginas web, infraestructuras, clientes, desarrollo de exploits, pivoting, evasión de antivirus, etc.

## Reto OSCP
Al completar el curso, los estudiantes tienen la oportunidad de tomar el reto que implica la certificación.  Les dan 24 horas en un laboratorio que no es familiar para ellos para atacar 5 máquinas diferentes y conseguir hacerse administradores o root. Cada máquina tiene diferentes puntos en función de la dificultad y hace falta un mínimo de 70 puntos para aprobar. Está prohibido durante el examen el uso de herramientas automatizadas de explotación de vulnerabilidades, por lo tanto, el pentester tiene que comprender el proceso de explotación a un nivel de detalle muy alto. Deben realizar documentación que incluya procesos empleados y evidencias de que lograron una penetración exitosa incluyendo archivos especiales que son marcados y cambiados cada examen. Los resultados del examen son revisados por un comité de certificación y se da una respuesta escrita en las siguientes 72 horas.

## Re-certificación
OSCP no requiere re-certificación.

## Relación con otros entrenamientos o exámenes de seguridad
Completar exitosamente el examen OSCP otorga a los alumnos 40 créditos ISC² para continuar con su desarrollo profesional.